# Luc bat
Huvudartikel: Vietnamesisk poesi.
Lục bát, (av kinesiska 六八sex-åtta, syftande på radernas längd) är ett vietnamesiskt versmått. Lục bát användes främst i berättande dikter (så kallade truyện), där det var det vanligaste versmåttet. Nguyễn Dus versroman Kim och Kieu, som ofta omtalas som mästerverket framför andra i Vietnams litteratur, är skriven i lục bát.
Lục bát består av verspar med sex stavelser i den första raden och åtta i den andra. Det kan finnas hur många verspar som helst. Man kan uppfatta versraderna som uppbyggda av tvåstaviga element (jamber), alltså tre jamber i de korta raderna och fyra i de långa.
Varje rim (se Vietnamesisk poesi) uppträder tre gånger. Rimmet introduceras i åttonde stavelsen i en lång rad, återkommer i sjätte stavelsen i följande korta rad,  och en sista gång i sjätte stavelsen i följande långa rad. Rimschemat är alltså:
...
xx xx xa
xx xx xa xb
xx xx xb
xx xx xb xc
xx xx xc
xx xx xc xd
...
Alla rim i lục bát har jämn ton (se Vietnamesisk poesi). Dessutom måste de två rimorden i en lång rad ha olika ton fast bägge ska vara jämna; med andra ord ska den ena vara ngang och den andra huyền.
Tonschemat i lục bát byggs upp av jamberna: jamb 1 är jämn, jamb 2 sned, jamb 3 jämn, och jamb 4 i de långa raderna har en sned och en jämn stavelse. Om vi betecknar jämn ton med j och sned med s får vi då:
...
jj ss jj
jj ss jj sj
jj ss jj
jj ss jj sj
...
Men i praktiken brydde man sig inte mycket om att följa tonschemat i jambernas första stavelse, så att ett mer verklighetstroget tonschema är (x betecknar godtycklig ton):
...
xj xs xj
xj xs xj xj
xj xs xj
xj xs xj xj
...

## Exempel på lục bát
Exemplet kommer ur Truyện Kiều ("Kim och Kieu") av Nguyễn Du (1765 - 1820).
Rimorden med fetstil:
...
Sự lòng ngỏ với băng nhân,
Tin sương đồn đại xa gần xôn xao.
Gần miền có một mụ nào,
Đưa người viễn khách tìm vào vấn danh.
Hỏi tên, rằng "Mã Giám Sinh",
Hỏi quê, rằng "Huyện Lâm Thanh cũng gần".
...
Översättning:
Kopplare fick reda på det hela,
ryktet spreds vitt och brett.
En kärring i trakten
tog med sig en främling som vill förhandla om förlovning.
Tillfrågad om sitt namn svarade han: "Mã Giám Sinh",
tillfrågad var han kom ifrån svarade han: "Länet Lâm Thanh här i närheten".
Tonschemat i utdraget är (de viktiga positionerna med fetstil):
s j s s j j
j j j s j j j j
j j s s s j
j j s s j j s j
s j j s s j
s j j s j j s j